# Mora Träsk
Mora Träsk är en duo som producerar barnunderhållning. Gruppen bildades 1971 och har därefter varit aktiv i perioder. Mora Träsk består av Leif Walter.

## Historik

### 1970-talet
Mora Träsk bildades som ett femmanna rockband 1971 och brukar räknas till proggrörelsen. Medlemmar var förutom grundaren Leif Walter, Sture Ekendal på bas, Ove Wall på gitarr och Carlos Söderlund på trummor. Senare tillkom även Gert-Ove Smedlund (kallad "Prikken" eller "Pricken") på gitarr, vars första album-medverkan var i Rocken kommer från Gävle, som släpptes 1978. Bandet spelade utöver progg och rock även jazz, pop, blues, visa, folkmusik och ibland klassiskt.  
När bandet 1981 upplöstes som rockband, efter många medlemsbyten, hade de spelat in sex LP-album. Kvar i ensemblen var då endast Walter och Smedlund.
Första spelningen med Mora Träsk skedde 4 juni 1971, på musikfestivalen Äggstock i Gävle. Gruppens frontman Leif Walter var även inblandad i arrangerandet av festivalen.
Dessutom gjorde gruppen två revyer samt engagerade en mängd lokala musiker i olika projekt. 1978 startade Leif Walter tillsammans med Thomas Östrand, Gävle Ljudstudio, Norrlands första professionella inspelningsstudio, som blev en plantskola för många musiker, till exempel Thomas Di Leva och Traste Lindén.
Tidigt i karriären hade de haft framträdanden i TV hos Ulf Thorén i programmet Hvar fjortonde dag.

### 1980-talet
Åren 1980–1983 var en aktiv period, då bandet omformulerade sig som barngrupp. År 1981 släppte Mora Träsk sitt första barnalbum, Kaviar, sånglekar & tigerjakt, som innehåller material som Leif Walter samlat på sig under åtta år som lågstadielärare. Kassetten blev snabbt populär i förskolor och lågstadieskolor i Sverige. "Tigerjakten", "Fader Abraham" och "Klappa händerna" tillhörde de mest kända låtarna med gruppen.
1982 syntes Mora Träsk i olika program i SVT, med rockversioner av visor och barnsånger. Detta skedde bland annat via TV-serien Högtryck med Mora Träsk
1981 producerade de rockfilmen Från punksvett till punktsvets. Den gjordes för SVT1 och återutgavs på DVD våren 2007.

### Senare år och sammanfattning
År 1999 splittrades Mora Träsk ånyo. Leif Walter fortsatte dock tillsammans med gitarristen Daniel Lindblom.  Så sent som 2024 existerar gruppen, med spelningar på olika musikfestivaler och scener runt i Sverige. Gruppen utgjordes då mer eller mindre av Leif Walter.
Under gruppens karriär säger de sig ha stått på scen över 5 000 gånger och sålt över en miljon musikalbum.

## Diskografi
Studioalbum
- 1974 - Mora Träsk
- 1975 - Plays Bach
- 1975 - Mestrud
- 1978 - Rocken kommer från Gävle
- 1978 - Joe Hills sånger (13 sånger av Joe Hill)
- 1980 - Play off
- 1981 - Kaviar, sånglekar & tigerjakt
- 1982 - Skidvalla & 7-spring
- 1983 - Mera Mora
- 1985 - Full rulle
- 1988 - Sjung och lek
- 1993 - Gubbarna i lådan
- 1997 - Träskliv
- 2003 - Tigerjakten & Co.
- 2003 - Fader Abraham & Co.
- 2003 - Klappa händerna & Co.
- 2003 - Honky Tonk & Co.
- 2003 - På Zoo & Co.
- 2003 - Små Grodorna & Co.
- 2013 - Showtajm
- 2014 - Jultajm
- 2016 - Partytajm
- 2017 - Retro - Rock 'N' Roll 1972-1982 Nyinspelningar

Samlingsalbum
- 1987 - Bilkul
- 2001 - Greatest Hits
- 2006 - Bäst of
- 2015 - Mora Träsk's bästa hits

Singlar/EPs
- 1977 - Kapten Jöns (EP)
- 1990 - Små Grodorna
- 1990 - Tigerjakten
- 2014 - Sankta Lucia
- 2024 - Gejmingtajm Igen

Övrigt
- 1973 - Diplom (samlingsalbum med div. artister)
- 1978 - Nä nu gävlar (samlingsalbum med div. artister)
- 2008 - Mora Träsk och Häxan Surknapps Förbannelse (PC Spel)
- 2015 - Vi lever (20 klassiker från Gävle)

## Filmografi
- 1985 - Sånglekar 1
- 1993 - Sånglekar 2
- 1997 - Sånglekar 3
- 2000 - Sånglekar 4
- 2004 - Mora Träsk på Cirkus
- 2007 - Från punksvett till punktsvets (VuxenFilmen)
- 2010 - Sångbok - DVD